# Buena Vista Social Club (альбом)
| Оценки критиков      | Оценки критиков |
| Источник             | Оценка          |
| -------------------- | --------------- |
| Allmusic             | [ 1 ]           |
| Entertainment Weekly | B+              |
| Rolling Stone        | [ 3 ]           |
| Vibe                 | (favorable)     |

Buena Vista Social Club — студийный альбом кубинского музыканта, лидера группы Buena Vista Social Club Хуана де Маркоса и американского гитариста Рая Кудера, записанный совместно с другими музыкантами, играющими традиционную кубинскую музыку. Диск вышел 16 сентября 1997 года на лейбле World Circuit Records.

## Об альбоме
Продюсером альбома выступил Кудер, который ездил по Кубе в поисках музыкантов и устраивал записи с музыкантами, большинство из которых тогда не были известны за пределами Кубы. Музыканты и их песни позднее появились в одноимённом документальном фильме. Музыкальное влияние на альбом оказал клуб Buena Vista Social Club, чей расцвет пришёлся на эпоху 1940-х и 1950-х годов. Многие из музыкантов, принявших участие в записи альбома, в своё время выступали в этом клубе, либо пик их карьеры был в пору, когда клуб пользовался известностью. Более молодые участники проекта считают, что корни их творчества уходят в дореволюционную кубинскую музыку, знаменитую музыкальную культуру Гаваны 1950-х годов. С альбома Buena Vista Social Club в западном мире началось возрождение интереса к латиноамериканской музыке вообще и к кубинской музыке в частности.

## Список композиций
1. "Chan Chan" – 4:16
2. "De camino a la vereda" – 5:03
3. "El cuarto de Tula" – 7:27
4. "Pueblo nuevo" – 6:05
5. "Dos gardenias" – 3:02
6. "¿Y tú qué has hecho?" – 3:13
7. "Veinte años" – 3:29
8. "El carretero" – 3:28
9. "Candela" – 5:27
10. "Amor de loca juventud" – 3:21
11. "Orgullecida" – 3:18
12. "Murmullo" – 3:50
13. "Buena Vista Social Club" – 4:50
14. "La bayamesa" – 2:54